# Wolfgang Schick (Regisseur)
Wolfgang Schick (geb. vor 1940) ist ein deutscher Dialogbuchautor und Synchronregisseur. Er war von Ende der 1950er bis Ende der 1990er Jahre für zahlreiche deutsche Synchronfassungen von Fernsehserien und Spielfilmen verantwortlich. Seine Auftraggeber waren überwiegend das zur Kirch-Gruppe gehörende Münchner Synchronstudio Beta-Technik sowie deren Berliner Schwestergesellschaft Arena Synchron. Bis heute war Wolfgang Schick an mehr als 60 Produktionen beteiligt.

## Filmografie (Auswahl)
- Der Auslandskorrespondent (Foreign Correspondent)
- Big Valley (Fernsehserie)
- Bonanza (Fernsehserie)
- Casablanca (neue Synchronfassung 1975)
- Drei Engel für Charlie (Charlie’s Angels; Fernsehserie)
- Falcon Crest (Fernsehserie)
- Die Fliege (The Fly)
- Kung Fu (Fernsehserie)
- Laurel und Hardy (mehrere Filme)
- Make-up und Pistolen (Police Woman; Fernsehserie)
- Der Magier (The Magican; Fernsehserie)
- Der Mann in den Bergen (The Life and Times of Grizzly Adams; Fernsehserie)
- Der Marshal (Fernsehserie)
- Mondbasis Alpha 1 (Space: 1999; Fernsehserie)
- Die Profis (The Professionals; Fernsehserie)
- Raumschiff Enterprise (Star Trek; Fernsehserie)
- Die Spur des Falken (The Maltese Falcon)
- Die Straßen von San Francisco (Fernsehserie)
- Time Trax – Zurück in die Zukunft (Fernsehserie)
- Trapper John, M.D. (Fernsehserie)
- Star Trek: Der Film
- Star Trek II: Der Zorn des Khan
- Star Trek IV: Zurück in die Gegenwart
- T.J. Hooker (Fernsehserie)
- Tote schlafen fest (The Big Sleep)
- Unter der Sonne Kaliforniens (Knots Landing; Fernsehserie)
- Vegas (Fernsehserie)